# Golden Sun
 (décembre 2018).
Si vous disposez d'ouvrages ou d'articles de référence ou si vous connaissez des sites web de qualité traitant du thème abordé ici, merci de compléter l'article en donnant les références utiles à sa vérifiabilité et en les liant à la section « Notes et références ».
Golden Sun (黄金の太陽, Ōgon no Taiyō) est une série de jeux vidéo de rôle développée par Camelot Software Planning. Le premier volet, Golden Sun, est sorti au Japon en 2001 sur Game Boy Advance. Cette série de jeux est très populaire et connaît un grand succès auprès du public.

## Histoire

### Le début
Dans le monde de Weyard, le petit village paisible de Val abrite le Mont Alpha, qui cache les 4 pierres élémentaires: Eau, Feu, Air, Terre. Ces 4 pierres sont la source d'un pouvoir appelé l'alchimie, que seuls quelques personnes, appelés mystiques, sont aptes à maîtriser. L'alchimie se caractérise par divers pouvoirs, nommées psynergies. L'alchimie permettait au monde de vivre dans un grand confort. Mais elle faisait aussi peser une grande menace sur Weyard, car certains souhaitaient se procurer les pierres pour dominer le monde. Elles ont donc été cachées dans le Temple de Sol par les anciens, sous le Mont Alpha, ce qui eut pour conséquence de briser l'alchimie. Un jour, une tempête a lieu dans la région, et plusieurs personnes y trouvent la mort, dont le jeune Pavel... 3 ans plus tard, trois êtres mystérieux, dont l'un se cache derrière un masque, s'introduisent dans le Temple, pour voler les pierres. Leur but est d'allumer les 4 phares élémentaires, chaque phare correspondant à une pierre, pour faire régner de nouveau l'alchimie sur Weyard... Mais le vol de ces pierres provoque une éruption, volcanique...
Deux jeunes garçons, Vlad et Garet, ainsi qu'une jeune fille, Lina, également présents dans le Temple pour étudier le pouvoir de l'alchimie, en compagnie de Thélos, spécialiste en la matière, assistent à cette tentative avortée par l'éruption. En effet, les voleurs ne réussissent à se procurer que 3 des 4 pierres. Ils découvrent que l'homme masqué n'est autre que... Pavel, frère de Lina, que tout le monde pensait mort depuis 3 ans ! Les trois voleurs quittent le Temple en prenant pour otages Thélos et Lina, afin de s'assurer que Vlad et Garet, qui possèdent la 4e pierre élémentaire dont ils ont besoin, partent à leurs trousses, ce qui leur permettrait, plus tard, de récupérer la dite pierre... De retour au village, Vlad et Garet se voient confier une mission par les anciens: partir à la poursuite des voleurs afin de les empêcher d'allumer les phares élémentaires... Ainsi débute l'aventure des jeunes guerriers, qui voient leur vie chamboulée du jour au lendemain...

### Personnages principaux
Apparaissent pour la première fois dans Golden Sun :
- Vlad : Personnage principal, mystique de la Terre, il est le meneur du groupe.
- Garet : Mystique de Feu, il est le plus fougueux du groupe, et le moins discipliné.
- Lina : Mystique de Feu elle aussi, amie d'enfance de Vlad et Garet.
- Thélos : Professeur et spécialiste en alchimie, vit à Val.
- Salamandar : Mystique de Feu, l'un des voleurs des 3 pierres. On apprendra par la suite qu'il est originaire de Prox, dans les contrées glaciales du Nord, près du Phare de Mars.
- Alex : Personnage énigmatique, ses motivations le sont tout autant. Comme Sofia, qu'il connait depuis longtemps (respectivement cousine et cousin l'un et l'autre), il est un mystique de l'Eau.
- Phoenixia : Mystique de Feu, elle fait aussi partie du groupe de voleurs. Comme Salamandar, elle vient de Prox, dans les contrées glaciales du Nord.
- Pavel : Mystique de la Terre, frère de Lina, supposé mort mais en fait sauvé par Salamandar et Phoenixia, avec qui il est lié au début de l'aventure.
- Ivan : Mystique de l'Air, il rejoint le groupe de Vlad après que celui-ci l'a aidé à retrouver un objet précieux appartenant à son maître. Il sera révélé dans le 2nd épisode qu'il est en réalité le frère du maître Hammo.
- Sofia : Mystique de l'Eau, guérisseuse d'Imil, rejoint le groupe de Vlad.
- Cylia : Mystique de l'Air, capturée par Salamandar et Phoenixia pour les aider à allumer le phare de Jupiter.

Apparaissent pour la première fois dans Golden Sun : l'Âge perdu :
- Piers : Mystique de l'Eau originaire de Lémuria, il rejoint le groupe de Pavel au cours de l'aventure afin de remettre en marche son bateau.
- Agatio : Mystique du Feu, il vient du même clan que Salamandar et Phoenixia, dont il veut venger la mort.
- Karstine: Mystique du Feu, associé d'Agatio et sœur de Phoenixia.
- Briggs : Pirate des mers venant de Champa, en conflit avec le groupe de Pavel au milieu de l'aventure.

Apparaissent pour la première fois dans Golden Sun : Obscure aurore :
- Matt : Fils de Vlad, il est un mystique de la Terre, comme son père. Tout comme son père, Vlad, il est le meneur du nouveau groupe.
- Terry : Fils de Garet, dont il a hérité du caractère, il est aussi un mystique du Feu.
- Kiara : Fille d'Ivan, elle est une mystique de l'Air, comme lui.
- Robin: Mystique de l'Eau, fils de Sofia, il étudie l'alchimie avec Thélos avant de rejoindre le groupe de Matt, lors d'une tentative d'enlèvement de Pik et ses hommes.
- Haru : Mystique de l'Eau, prince d'Ayutaï, il rejoint le groupe de Matt en cours d'aventure. On apprend que son père est Alex.
- Stella : Mystique de l'Air, fait partie du clan des hommes-bêtes, dont elle peut prendre la forme bestiale caractéristique de ce clan. Originaire de Belfune, capitale du Morgal, elle rejoint le groupe de Matt en cours d'aventure. On apprendra qu'elle est la sœur de Voltar, roi du Morgal.
- Eoléo : Mystique du Feu, fils de Briggs, n'était qu'un enfant dans l'Âge perdu. Il rejoint le groupe de Matt pour venger la mort de son père, tué lors de l’Eclipse.
- Himi : Mystique de la Terre originaire de Yamata, ville principale de l'archipel du Jipan ; elle rejoint le groupe de Matt en fin d'aventure. Elle est choisie par le troisième œil, une relique trouvée un peu plus tôt, pour aider Matt et son groupe à trouver la tenue d'Ombre, l’Équipement indispensable pour mettre fin à l'Eclipse.
- Ace : N'est autre qu'Alex. De prime abord allié aux Tuaparangs, sa véritable identité n'est révélée qu'en fin d'aventure.
- Pik : Un des commandants de l'armée des Tuaparangs et bretteur confirmé. Il manipule le groupe de Matt pour atteindre ses objectifs.
- Kier: Commandant Tuaparang, elle manipule le Roi Wu de Kaocho, puis le groupe de Matt, pour des motifs obscurs...

## Épisodes
- 2001 : Golden Sun - Game Boy Advance
- 2002 : Golden Sun : L'Âge perdu - Game Boy Advance
- 2010 : Golden Sun : Obscure Aurore - Nintendo DS